# Сеидбейли, Марьям Гасан кызы
Марьям Гасан гызы Сеидбейли (азерб. Məryəm Həsən qızı Seyidbəyli; род. 3 октября 1955, Баку) — азербайджанский историк, доктор исторических наук, директор Института истории науки НАНА.

## Биография
Мариам Сейидбейли родилась 3 октября 1955 года в городе Баку в семье интеллигенции.
В 1972 году поступила на факультет востоковедения (отделение филологии арабского языка) Азербайджанского государственного университета им. С.М.Кирова (ныне Бакинский государственный университет). В 1977 году с успехом закончила обучение по избранной специальности.
В 1996 году защитила кандидатскую диссертацию по теме: «Научно-культурная жизнь Азербайджана в первой половине XIII – начале XIV в.в. (на основе материалов Ибн аль-Фувати «Талхис Магма ал-Алатфу Муджан ал-алкив»).
15 февраля 2013 года  защитила докторскую диссертацию на тему «Формирование и развитие Азербайджанской диаспоры в Российской Федерации» и получила учёную степень доктор исторических наук.

## Научная деятельность
В 1981 году начала трудовую деятельность в качестве младшего научного сотрудника в отделе «Древняя история Азербайджана» Института истории академии наук Азербайджана. В 1983 году продолжила свою деятельность в отделе «Истории Азербайджана в средние века». В этом же году с успехом окончила курсы французского языка.
В 1980—1986 гг. в качестве переводчика бывала в командировках в Алжире, Сирии, Ливии. В 1996 году её монография «Научно-культурная жизнь Азербайджана в первой половине XIII — начале XIV вв. (на основе материалов Ибн аль-Фувати «Талхис Магма ал-Алатфу Муджан ал-алкив») по этой теме была признана лучшей книгой года.
В 2003 году была назначена заведующей отделом «Азербайджанская диаспора» института. В 2009 году вышла в свет монография на тему «Азербайджанская диаспора в России: особенности формирования и развития и тенденции» (1988—2007 гг.) Книга была удостоена диплома Международного конкурса на лучший научно-издательский проект «Научная книга», проведённого 25 ноября 2010 года в городе Москве. В 2010 году вышла в свет второе и дополненное издание монографии «Азербайджанская диаспора в России: особенности формирования и развития и тенденции» (1988—2010 гг.). 27 апреля 2011 году монография была  удостоена национальной премии Хумай.
В 2010 году вышел сборник  «Азербайджанская диаспора: энциклопедический справочник». Книга была удостоена диплома.
Является автором более 50 научных статей по средневековой и современной истории Азербайджана. Участвовала в Международных конференциях.
Решением Президиума НАНА от 27 февраля 2014 года был создан Институт истории науки НАНА, директором которого была назначена доктор исторических наук Марьям Сеидбейли.

## Семья
Дочь кинорежиссёра, народного артиста Азербайджанской ССР Гасана Сеидбейли. В детстве исполнила эпизодичную роль школьницы в его фильме 1966 года «Почему ты молчишь?». Также снималась в фильмах «Телефонистка» (1962) и «Именем закона» (1968).

## Научные труды
- Научно-культурная жизнь Азербайджана в первой половине XIII- начале XIV в.в. (на основе материалов Ибн –Аль-Фувати «Талхис Магма ал-Алат фу Муджан ал-алкиб»). — Баку, 1999

Книга посвящена исследованию арабского автора Ибн-ал–Фувати как источника по истории и культуре средневекового Азербайджана произведения «Талхис Магма ал-Алатфу Муджан ал-алкиб».
- Азербайджанская диаспора (в соавторстве). — Баку, 2012[2]

Издание было посвящено 10 летию Государственного комитета по делам диаспоры. Здесь собраны материалы по истории азербайджанской диаспоры, указах и распоряжениях Президента Азербайджанской Республики по её развитию, проведенных встречах с делегациями диаспоры, об известных представителях азербайджанской диаспоры 
- Азербайджанская диаспора в России: особенности формирования и развития и тенденции» (1988—2010). — Баку, 2011[4].

Автор на основе анализа зарубежной и русской литературы исследует понятие диаспоры, комментирует этот феномен. В монографии нашло свое отображение исследования феномена диаспоры в этнокультурных рамках.
- Гейдар  Алиев (II том), (сборник). — Баку, 2013.

Двухтомник подготовлен коллективом авторов, сотрудников института истории НАНА. Марьяам Сеидбейли автор раздела «Гейдар Алиев и формирование азербайджанской диаспоры».
- Сборник документов (1945-1970) Национальной академии наук и развитие азербайджанской науки. — Баку, 2015

Сборник посвящён семидесятилетию НАНА. Составлен на основе материалов Государственного архива Азербайджанской Республики и Архива политических документов Управления делами Президента Азербайджанской Республики. Содержит научный анализ процесса формирования и эволюции науки со времени образования Академии наук Азербайджанской ССР (1945—1970).
- Элита Азербайджана: история, реальное состояние и перспективы. — Баку, 2016[5]